# Ettanidro
L'ettanidro è un'unità di misura utilizzata da produttori e commercianti di grappa ed altri distillati.
Un ettanidro corrisponde a 100 litri di alcol anidro, cioè puro, quindi a 100 gradi alcolici.
Esempi:
- 100 litri di grappa da 40 gradi corrispondono a 0,4 ettanidri.
- 1 litro di alcol a 90 gradi corrisponde a 0,009 ettanidri.

In Italia le imposte sugli alcoli sono computate in base agli ettanidri  e lo stesso avviene anche in Francia 